# Jana plagiatus
Jana plagiatus är en fjärilsart som beskrevs av Berger 1980. Jana plagiatus ingår i släktet Jana och familjen Eupterotidae. Inga underarter finns listade i Catalogue of Life.